# Leimiswil

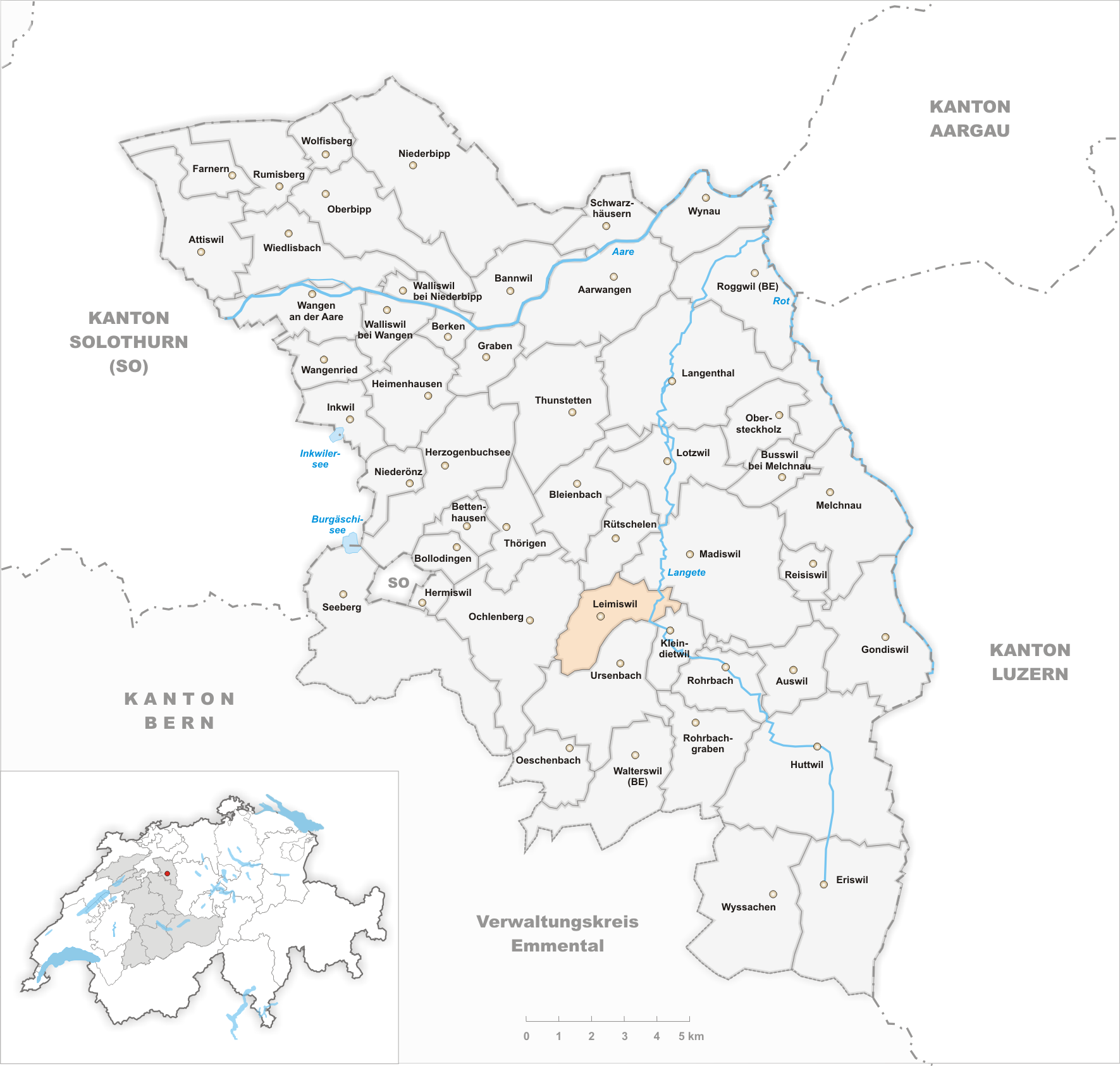
Gemeindestand vor der Fusion am 1. Januar 2011

Leimiswil ist eine Ortschaft in der politischen Gemeinde Madiswil im Schweizer Kanton Bern. Bis zum 31. Dezember 2010 war Leimiswil eine eigene politische Gemeinde im Verwaltungskreis Oberaargau. Am 1. Januar 2011 fusionierte sie zusammen mit der Gemeinde Kleindietwil zur Gemeinde Madiswil.
Die typische Streusiedlung besitzt kein wirkliches Dorfzentrum, zur ehemaligen Gemeinde gehören die grösseren Weiler Lindenholz, Leimiswil und Linden, es gibt dazu viele Einzelhöfe.

## Geographie
Leimiswil liegt im Oberaargau im Schweizer Mittelland.

## Wirtschaft
Die ehemalige Gemeinde ist stark bäuerlich geprägt, 63 % der Betriebe sind Bauernhöfe.

## Fusion
An der Gemeindeversammlung vom 12. Dezember 2009 stimmten 124 von 164 anwesenden Stimmberechtigten für eine Fusion mit Madiswil und Kleindietwil. Somit gehört Leimiswil seit dem 1. Januar 2011 zur neuen Einwohnergemeinde Madiswil.